# Чарлз Бик
Чарлз Тилстон Бик (на английски: Charles Tilstone Beke) е английски пътешественик, географ, изследовател на Африка.

## Произход и младежки години (1800 – 1833)
Роден е на 10 октомври 1800 г. в Лондон, Англия, в семейството на търговец. В продължение на няколко години Бик се занимава с търговия. По-късно завършва право в Университет Линкълн и известно време практикува като адвокат, но се отказва от правото и се посвещава на изучаването на история, география и етнография.

## Научна дейност (1834 – 1839)
Първите изследвания на Бик се появяват в неговата книга „Origines Biblicae or Researches in Primeval History“, публикувана през 1834 г. На базата на археоложки разкопки и геоложки дейности прави опит за реконструиране на човешката история, което предизвиква сериозна съпротива от праволинейните историци. Независимо от това трудовете му предизвикват интерес в научните кръгове, присъдена му е научна степен доктор и е приет като преподавател в Университета в Тюбинген.
В периода 1837 – 1838 г. Бик е британски консул в Саксония, след което окончателно напуска дипломатическото поприще и се отдава главно на географски проучвания.

## Експедиционна дейност (1840 – 1855)
През 1840 – 1843 г. по задание на Кралското географско дружество изследва Етиопия. Тръгва от залива Таджура (11°40′ с. ш. 43°10′ и. д. / 11.666667° с. ш. 43.166667° и. д.) и на запад от него открива безотточното солено езеро Асал (11°40′ с. ш. 42°20′ и. д. / 11.666667° с. ш. 42.333333° и. д., -153 м). Оттам продължава на югозапад и достига до Анкобер в Централна Етиопия. Изследва провинция Годжам в Западна Етиопия и втори след Джеймс Брус открива изворите на река Абай. Изследва вододела между реките Абай (от басейна на Нил) и Аваш (губеща се в пясъците на Данакилската пустиня). Бик определя астрономически координатите на 70 пункта и измерва надморската им височина с хипсометър, които стават основа за изработването на първата хипсометрична карта на Етиопия.
Тригодишните си изследвания в Етиопия Бик публикува през 1846 г. в книгата си: „A statement of facts relative to the transactions between the writer and the late Britich political mission to the court of Shoa, in Abessinia“ („Изложение на фактите, касаещи взаимоотношенията между автора и последната британска мисия в Абисиния“).
През 1848 г. планира и организира експедиция за откриване на изворите на Нил, но мероприятието му се проваля.

## Следващи години (1856 – 1874)
През 1856 г. полага безуспешни усилия да организира европейската търговия с Етиопия да преминава през пристанището Масауа, но и това му начинание се проваля. През 1861 – 1862 г. заедно със съпругата си посещава Сирия, Палестина и Египет, с цел насърчаване на търговията с тези страни и подобряване начина на отглеждането на памук. През следващите години, чак до смъртта си продължава активно да се занимава с проблемите на Североизточна Африка. През 1860 г. в Лондон излиза фундаменталния му труд „Изворите на Нил“ (на английски: „The sources of the Nile“). В последната година от живота си, през 1874 г., посещава Синайския п-ов и астрономически определя точното положение на най-високия връх на полуострова.
Умира на 31 юли 1874 г. в Лондон на 73-годишна възраст.